# Båven
Båven – jezioro w Szwecji, położone w środkowej części krainy historycznej (landskap) Södermanland na terenie gmin Flen, Gnesta i Nyköping.
Powierzchnia jeziora Båven wynosi 64,2 km². Jest trzecim pod względem powierzchni, po Melarze i Hjälmaren, jeziorem Södermanlandu (największym całkowicie położonym w granicach krainy). Jezioro położone jest 21,1 m n.p.m. Głębokość maksymalna dochodzi do 48 m, średnia 9,4 m. Jezioro odwadnia rzeka Husbyån, leżąca w zlewni rzeki Nyköpingsån, uchodzącej do Bałtyku w Nyköping.
Jedyną większą miejscowością położoną bezpośrednio nad jeziorem Båven jest Sparreholm. 